# Vaccin contre la fièvre jaune
Le vaccin contre la fièvre jaune est un vaccin qui protège contre la fièvre jaune.

## Usage médical
La fièvre jaune est une infection virale qui survient en Afrique et en Amérique du Sud. La plupart des gens commencent à développer une immunité dans les dix jours et 99 % sont protégés dans le mois suivant la vaccination, et cette protection semble être permanente. Le vaccin peut être utilisé pour contrôler les épidémies. Il est administré soit par injection dans un muscle, soit juste sous la peau.
L'Organisation mondiale de la santé  recommande la vaccination systématique dans tous les pays où la maladie est fréquente. Cela devrait généralement se produire entre neuf et douze mois. Ceux qui voyagent dans des régions où sévit la maladie doivent également être vaccinés. Des doses supplémentaires après la première ne sont généralement pas nécessaires.

## Effets secondaires
Le vaccin contre la fièvre jaune est généralement sans danger[Pas dans la source], y compris chez les personnes infectées par le VIH mais ne présentant pas de symptômes. Les effets secondaires légers peuvent inclure des maux de tête, des douleurs musculaires, des douleurs au site d'injection, de la fièvre et des éruptions cutanées. Des allergies graves surviennent dans environ huit doses par million, des problèmes neurologiques graves surviennent dans environ quatre doses par million et une défaillance organique survient dans environ trois doses par million. Il semble être sans danger pendant la grossesse[Pas dans la source] et donc recommandé parmi ceux qui seront potentiellement exposés. Il ne doit pas être administré aux personnes dont la fonction immunitaire est très faible.

## Histoire
Le vaccin contre la fièvre jaune est entré en vigueur en 1938, et figure sur la liste des médicaments essentiels de l'Organisation mondiale de la santé. Le vaccin est fabriqué à partir du virus  affaibli de la fièvre jaune. Certains pays exigent un certificat de vaccination contre la fièvre jaune avant l'entrée d'un pays où la maladie est courante. Le prix de gros dans le monde en développement se situe entre 4,30 USD et 21,30 USD par dose en 2014. Aux États-Unis, il en coûte entre 50 et 100 dollars US.